# Svenska skoindustrimuseet
Svenska skoindustrimuseet är ett svenskt arbetslivsmuseum i Kumla.
Svenska skoindustrimuseet öppnade i mars 1986 och finns i en snart hundraårig fabriksbyggnad på Sveavägen i Kumla.
Museet omfattar tre våningar. På nedervåningen visas i utställningar handskomakeri, arbeten av hemnåtlerskor och modellörer, och svenskt skomode från slutet på 1800-talet fram till våra dagar. På nedervåningen ryms även skobutiken Svea. På de två övre våningarna finns en tillverkningslinje bevarad där det fortfarande tillverkas skor. Utsågs till Årets Arbetslivsmuseum 2017.